# Sidibé Aminata Diallo
Sidibé Aminata Diallo (Bamako, noviembre de 1956) es una académica y política maliense. En 2007 fue la primera mujer en la historia de Malí que presentó su candidatura a la presidencia del país

## Biografía
En 1984 obtuvo un doctorado de Planificación y Urbanismo en la Universidad de Toulouse y permaneció en Francia realizando varias actividades profesionales: trabajó en la Compañía General de Aguas de París, más tarde trabajó en la División de Agua y Saneamiento de la UNESCO trabajando más tarde en varias ocasiones como consultora. De 1986 a 1989 fue asistente en la Universidad de Burundi y regresó a Francia hasta 2002 que regresa a Malí.
Trabaja como profesora-investigadora en la Facultad de ciencias jurídicas y políticas de la Universidad de Bamako y participa en el lobby en favor del medio ambiente y el saneamiento participando en conferencias y  en el programa de debates de la televisión Ortm «ça se discute».
Diallo es una miembro de la facultad de Ciencias Económicas y Administración en la Universidad de Bamako, donde se especializa en el manejo de la tierra.

### Candidata a las elecciones presidenciales de 2007
A principios de marzo transformó su asociación REDD Rassemblement pour l’éducation au développement durable (Movimiento para la Educación Ambiental y Desarrollo Sostenible)  en partido y el 12 de marzo de 2007 anunció que sería candidata a la presidencia del país, siendo la primera candidata a la jefatura del estado de la historia. Compitió con otros 7 candidatos en las elecciones presidenciales de abril de 2007. Diallo logró más de 12.000 votos en las elecciones, el 0,55% del total. Su interés principal es la sostenibilidad y la protección del medio ambiente.

### Ministra de Educación básica (2007 - 2009)
Después de las elecciones, fue nombrada Ministra de Educación Básica, Alfabetización e Idiomas Nacionales, el 3 de octubre de 2007 en el gobierno de Modibo Sidibé. Fue reemplazada al frente del ministerio por Salikou Sanogo el 9 de abril de 2009.
Posteriormente consagró su actividad a las actividades de su partido y al apoyo del liderazgo de mujeres.